# ハーボーン鉄道
ハーボーン鉄道 (Harborne Railway) は、イングランドの都市バーミンガムの都心部と、郊外のハーボーンの間を結んでいた、鉄道支線。

## 起源
この線の建設は、1866年に承認されたが、その計画の内容は、グレート・ウェスタン鉄道のバーミンガム＝ウルヴァーハンプトン線が通っていたソーホー (Soho) と、ラパル (Lapal) を結ぶ、単線の鉄道であった。ラパルには、ヘイルズオーエン (Halesowen) とブロムスグローブ (Bromsgrove) を結び、モニュメント・レーン駅 (Monument Lane railway station) 付近でロンドン・アンド・ノース・ウェスタン鉄道 (London and North Western Railway, LNWR) にも接続する計画線が通る予定であった。しかし、この計画線の大部分は、地主たちの反対で建設が見送られ、わずかに2+1⁄2マイル (4.0 km)の、モニュメント・レーンからハーボーンまでの区間が建設された。工事には5年が費やされ、1874年8月10日にようやく旅客営業が開業し、貨物は10月1日から業務が始まった。
この区間には、イックニールド・ポート・ロード駅 (Icknield Port Road railway station)、ロットン・パーク・ロード駅 (Rotton Park Road railway station)、ハグリー・ロード駅 (Hagley Road railway station) と、途中駅が3カ所設けられていた。本線から分岐してすぐのところで、深い切り通しを通っているバーミンガム運河本線 (Birmingham Main Line canal) の上を越えていた。現在では、かつての鋼鉄製の桁橋を支えていた橋脚だけが残っている。

## 経営
この鉄道路線は独立した資本によって所有されていたが、列車の運行は最初からLNWRが担当しており、LNWRは旅客や貨物から上がる運賃収入の50%を得ていた。ハーボーン鉄道は全面的に単線であり、当初は路線上に常時1編成しか運行されない、いわゆる「ワン・エンジン・イン・ストリーム (one engine in steam)」（スタフ閉塞式）の仕組みが採用されており、平日には毎日6往復の列車が運行されていた。スタフ閉塞式の採用は1882年であったが、その後は1892年に電気通票器 (electric token) に置き換えられた。列車本数の増加に対処するため、1903年には、ロットン・パーク・ロード駅に交換線 (passing loop) が設けられた。
t
この路線は、初期の通勤路線の一例であり、当初は大きな成功を収めたが、それでも投資を回収することは困難であった。1879年には管財人が指名され、その管理下でその後21年間の運営が続けられることとなった。
最盛期の1914年には、朝5時35分から夜の11時15分まで、一日に27往復の旅客輸送列車が走っていた。バーミンガム・ニュー・ストリート駅からハーボーン駅までの所要時間は、16分ほどであった。列車を牽引していた機関車は、通常は、 フランシス・ウェッブ (Francis Webb) が設計したWebb 2-4-2T や LNWR 0-6-2T といったLNWR・ウェッブ・コール・タンク機関車 (LNWR Webb Coal Tank) であった。

## 衰退
1923年、ハーボーン鉄道は、1921年鉄道法 (Railways Act 1921) に基づく鉄道会社のグループ化によって、列車を運行していたLNWRともども、ロンドン・ミッドランド・アンド・スコティッシュ鉄道 (LMS)の一部となった。バスとの競争が厳しくなる中、バーミンガム・ニュー・ストリート駅への乗り入れ混雑でしばしば運行が遅延し、乗客数は減少していった。1931年には、イックニールド・ポート・ロード 駅が廃止され、他の駅も1934年11月26日をもって廃止された。その後も特別列車が運行される機会はあり、1950年6月3日には、スチーブンソン蒸気機関車協会 (Stephenson Locomotive Society, SLS) が仕立てた特別列車が運行された。1959年にも、SLSによる特別運行として、ミッドランド鉄道の Midland 2Fs) 2両によるに重連運転が行なわれた。
旅客運行の廃止後も、元のスタフ閉塞式に戻して貨物輸送は続けられ、ハーボーンにある各種の事業所やミッチェルズ&バトラーズ (Mitchells & Butlers) のケープ・ヒル (Cape Hill) のビール醸造所が、この路線を利用していた。第二次世界大戦後は、ほとんどの貨物列車が、Midland 2Fs か LMS Ivatt Class 2 2-6-0 で運行された。しかし貨物の営業も、やがて道路輸送との競争に敗れ、1963年11月4日をもって、この路線は完全に廃止された。直前の、1963年11月2日には、SLSの特別運行が、2両の LMS Ivatt Class 2 2-6-0 による重連運転で行なわれた。その後、線路跡の一部を歩道として整備したハーボーン・ウォークウェイ (the Harborne Walkway) が、1981年に開通した。ハーボーンのパーク・ヒル・ロード (Park Hill Road) を跨いで架かっていた鉄道橋はそのまま残されており、1994年に改修されて、ハーボーン・ウォークウェイの新たな入口となった。

## 主な場所
| 地点                             | 座標 (地図サイトにリンク)                                       | OS Grid Ref | 補足                             |
| -------------------------------- | --------------------------------------------------------------- | ----------- | -------------------------------- |
| 本線との分岐                     | 北緯52度29分05秒 西経1度55分47秒 / 北緯52.48476度 西経1.92962度 |             | スタウア・バレー線ハーボーン分岐 |
| 運河橋                           | 北緯52度29分08秒 西経1度55分53秒 / 北緯52.48546度 西経1.93133度 |             | バーミンガム運河本線             |
| イックニールド・ポート・ロード駅 | 北緯52度29分06秒 西経1度56分08秒 / 北緯52.48489度 西経1.93560度 |             |                                  |
| ロットン・パーク・ロード駅       | 北緯52度28分50秒 西経1度56分43秒 / 北緯52.48045度 西経1.94522度 |             |                                  |
| ハグリー・ロード駅               | 北緯52度28分23秒 西経1度57分12秒 / 北緯52.4730度 西経1.9533度   |             |                                  |
| ハーボーン駅                     | 北緯52度27分36秒 西経1度57分03秒 / 北緯52.46005度 西経1.95095度 |             |                                  |

## 画像

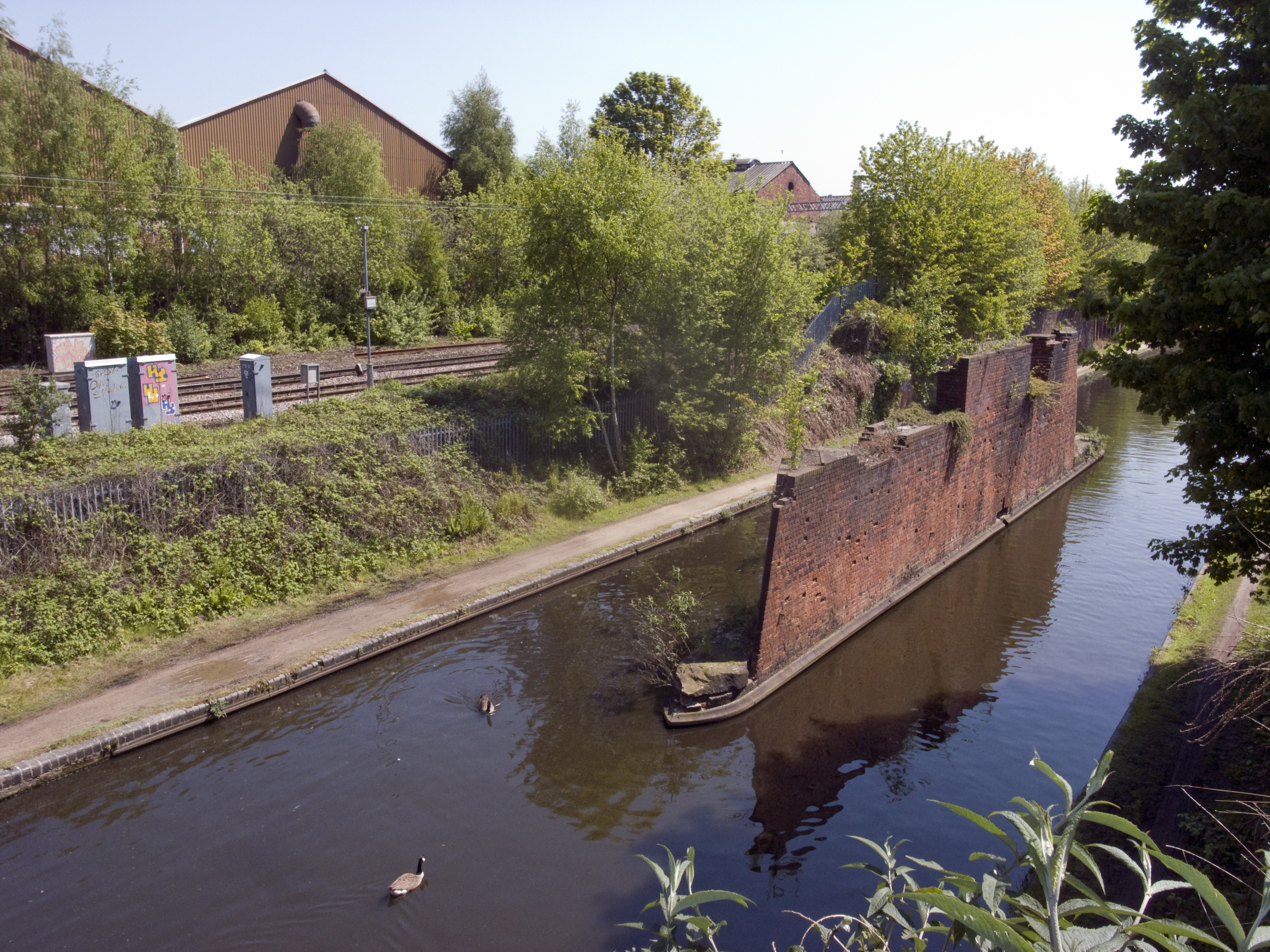
バーミンガム運河本線に残されている橋脚の跡。ハーボーン支線の接続地点はこのすぐ右手で運河と並走するスタウア・バレー線上であった。
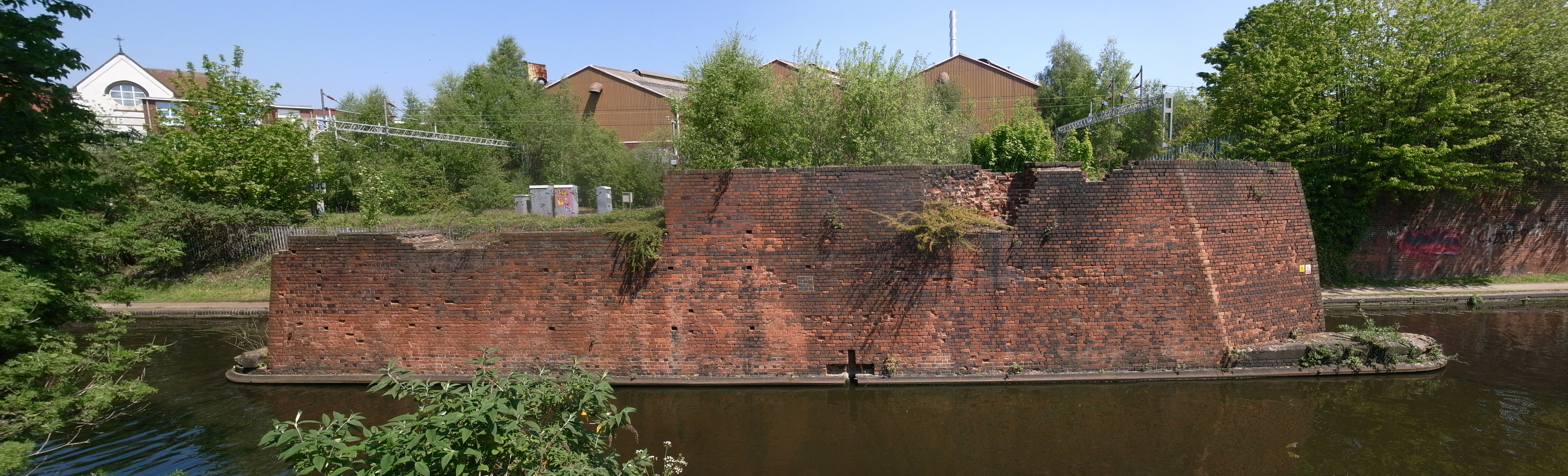
運河内の橋脚跡の合成写真。
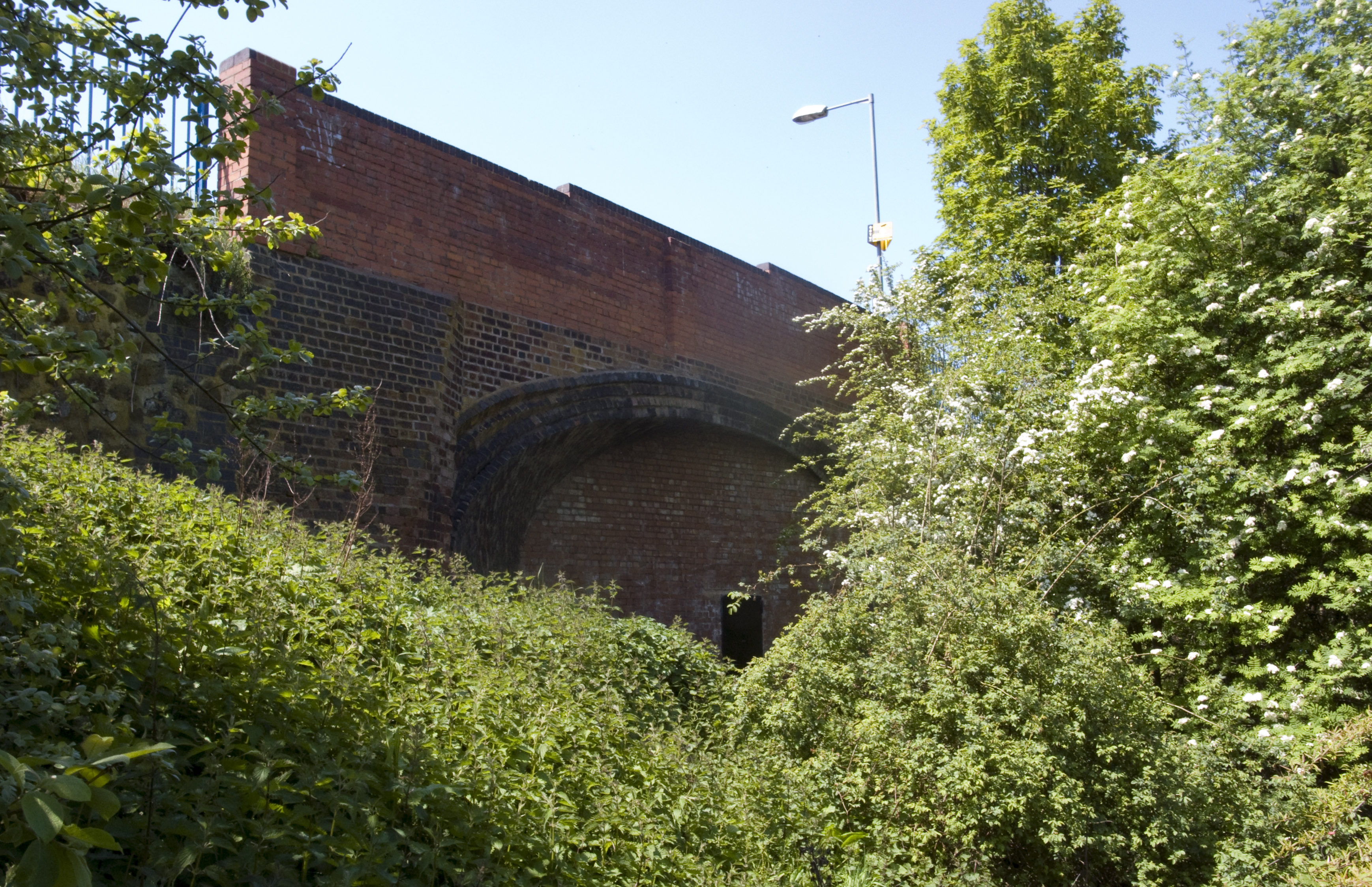
運河をわたっていた橋の西側の橋台のところにある、ノースブルック・ストリート (Northbrook Street) の跨線橋。
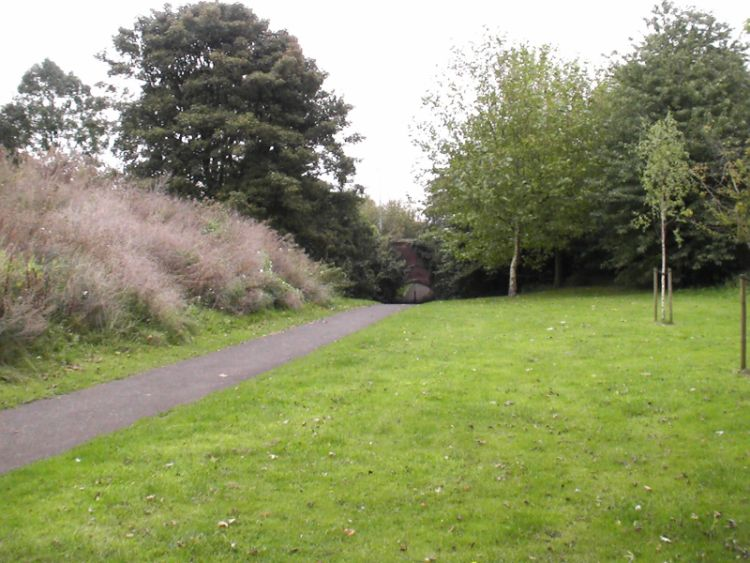
サマーフィールド・パーク (Summerfield Park) 内にある、イックニールド・ポート・ロード駅の跡地。